# Xi2 Centauri
Xi2 Centauri (ξ2 Cen / HD 113791 / HR 4942) es un sistema estelar de magnitud aparente +4,26 encuadrado en la constelación de Centauro.
La nueva reducción de los datos de paralaje del satélite Hipparcos sitúa a este sistema a 467 años luz del sistema solar.
Aunque en el pasado se le ha considerado miembro del subgrupo «Centaurus Inferior-Crux», dentro de la asociación estelar Scorpius Centaurus, actualmente se piensa que es una estrella del «cinturón de Gould».
La componente principal de Xi2 Centauri es una estrella blanco-azulada de la secuencia principal de tipo espectral B1.5V.
Con una temperatura efectiva de 21.000 K, tiene una luminosidad 2609 veces mayor que la del Sol.
Gira sobre sí misma con una velocidad de rotación proyectada de 25 km/s.
Su masa es aproximadamente 7,6 veces mayor que la masa solar, por debajo del límite a partir del cual las estrellas acaban explosionando como supernovas.
Esta estrella es, además, una binaria espectroscópica con un período de 7,6497 días, siendo la órbita moderadamente excéntrica (ε = 0,35).
A 25 segundos de arco de Xi2 Centauri se puede observar una tercera estrella de magnitud +9,41 que también forma parte del sistema.
De tipo espectral F7V, su masa es un 21% mayor que la masa solar.
Emplea poco más de 41.000 años en completar una órbita alrededor de la binaria espectroscópica.